# 클레어 패터슨
클레어 캐머런 패터슨(영어: Clair Cameron Patterson, 1922년 6월 2일 ~ 1995년 12월 5일)은 미국의 지구화학자이자, 환경운동가이다. 아이오와주의 그리널에 있는 그리널 대학교를 졸업하고, 시카고 대학교에서 박사 학위를 취득하였다. 캘리포니아 공과대학교에서 종신교수직을 얻었다. 패터슨은 우라늄·납법을 발달시켜서 납·납법을 개발했다. 그리고, 캐니언 디아블로 운석에 포함되는 납동위체를 이용하고, 지구의 나이를 45.5억년이라고 계산했다. 이는 당시의 모든 계산보다 정확하였고, 이후에도 지구의 나이에 대한 예측은 변화가 없다. 패터슨은 1940년대 후반에 시카고 대학교에서 지구의 나이를 계산하는 연구를 하는 중에 처음으로 납 오염에 우연히 알게 되었다. 그의 납 오염에 대한 일은 공업적인 원인으로 일어나는 대기나 인체에 있어서의 납농도의 증대와 그 위험성에 관한 전면적인 재평가에 연결되고, 그 후 그의 운동은 납이 첨가된 휘발유와 식품 저장 용기에 있어서 땜납 사용금지에 있어서 큰 역할을 다했다.

## 생애
아이오와주의 미첼빌에서 태어났다. 아이오와주에 있는 그리널 대학교에 재학 중일 때 아내인 로리 매클리어리를 만났다. 패터슨은 그리널 대학교에서 화학 학사학위를 취득하고, 아이오와 대학교에서 분자분광학 석사 학위를 받았다. 그 이후에 잠시 맨해튼 계획에 종사하였다가, 시카고 대학교에서 박사과정을 밟으면서 테네시주의 오크리지로 이주하였고, 그곳에서 질량분석법을 배웠다.
제2차 세계 대전이 끝난 후에 패터슨은 시카고 대학교에 되돌아왔다. 아내인 로리는 적외 분광에 대한 연구를 하였고, 패터슨 자신은 시카고 대학교에서 해리슨 브라운의 지도하에 박사 과정을 밟았다. 시카고 대학교에서의 연구원 생활을 경과하고, 패터슨은 지도 교수인 해리슨 브라운과 함께 캘리포니아 공과대학교의 지질학부로 옮겼고, 지구화학 프로그램의 창립 멤버가 되었다. 퍼트는 평생 캘리포니아 공과대학에 적을 두었다. 그와 로리는 4명의 아이를 낳았다.

## 지구의 나이의 계산
해리슨 브라운은 화성암 중의 납동위체를 꼽는 새로운 방법을 개발하고, 1948년에 자신의 지도를 받는 학생이던 클레어 패터슨에게 졸업 과제로서 주었다. 이 기간에 패터슨은 운석은 태양계의 형성의 뒤에 남은 찌꺼기이며, 운석의 나이를 측정함으로 지구의 나이를 밝힐 수 있다고 하는 추측을 하였고, 이를 토대로 실험을 했다. 실험자료를 모으는 것에는 시간이 걸리고, 1953년에 최후의 표본을 캐니언 디아블로 운석에 손에 넣었다. 그는 운석에서 얻어낸 실험자료를 아르곤 국립 연구소에 가져가서 그곳에 있는 좋은 최신 모델의 질량 분석기로 분석을 하였다.
그 후 곧 위스콘신 대학교에서 열리는 회의에서 패터슨은 연구 결과를 발표했다. 당시 패터슨이 발표한 지구의 나이는 45.50억년(오차7000만년)이었고, 2014년 현재에는 오차의 범위가 약 2000만년으로 작아졌지만 이 숫자는 지금도 변하고 있지 않다.

## 환경중의 납 오염
그는 마이크로그램 단위의 납을 보통인 암석으로 단리하고, 동위체의 조성을 결정하는 능력이 있어, 대서양과 태평양의 퇴적물 중의 납을 조사했다. 대륙이 바다에 흙더미를 퇴적시킨 다른 연대부터, 현재 환경중에 인위적으로 확산한 납의 양은 바다에 퇴적한 양의 80배이며, 납의 지구화학적인 사이클은 현저하게 방해를 받고 있는 것을 보일 수 있었다.
분석 방법의 한계가 있었으므로, 그는 다른 연구법도 취하였다. 깊은 곳의 바닷물은 표층부근의 바닷물과 비교분석하였고, 이를 통해 바륨과 같은 금속 원소와는 대조적으로 3 ~ 10배의 납을 포함하고 있는 것을 찾아냈다. 이것에 의해 그는 납농도는 자연스럽게 일어나는 수준의 2배정도인 당시의 상식을 의심하게 되었다.
패터슨은 당초의 실험으로 이용한 공백에 보여지는 혼입물의 문제에 되돌아갔다. 그린란드에서 얻은 빙상 코어에서 대기중의 납 함유량은 내연 엔진의 노킹을 절감한다고 해서 테트라에틸납이 연료에 널리 사용되게 되어서 바로 후에 꾸준히 위험할때까지 증대하기 시작한 것을 그는 찾아냈다. 계속해서 실험자료에 납이 혼입한 원인이 제조에 있어서 납이 각양각색 사용되고 있는 것과 대기 중의 납 오염인 것을 특별히 정하고, 그의 발견은 공중위생에 있어서 중대한 의미를 가지고 있었으므로 나머지의 인생을 될 수 있는 한 환경에서 납을 제거하는 것에 바쳤다.

## 납 오염 반대 운동
1965년부터 클레어 패터슨은 납 오염 반대 운동을 전개하기 시작했으며, 《Contaminated and Natural Lead Environments of Man》의 출판과 함께 패터슨은 공업적인 원인으로 환경과 식물 연쇄에 있어서의 납의 수준이 증대하고 있는 문제에 대중에게 눈길을 끌기로 했다. 다른 과학자의 실험 방법을 비판하고 있는 것도 있어서, 그는 로버트 키호와 같은 권위 있는 전문가의 강한 반대도 있었다.
납이 첨가된 휘발유인 유연휘발유를 석유 시장에서 퇴출시키는 노력을 하는 중에 에틸 사의 로비 활동이나, 토머스 미즐리의 유산(테트라에틸납이나 클로로플루오로카본을 포함), 납을 첨가하는 공업 전체에 대하여 싸웠다. 《거의 모든 것의 역사》의 저자인 빌 브라이슨은 납공업에 대한 패터슨의 비판을 받고, 중립으로 여겨지고 있는 미국 연방공중보건국을 포함시켜 많은 연구 기관에서 계약이 거부되었다고 언급하고 있다. 1971년에는 미국 전체 국가연구 회의의 대기납오염위원회로부터 제외되었지만, 그가 당시 그 분야의 제일인자이었던 것을 생각하니 대단히 기묘했다.
패터슨의 노력은 최종적으로는 1973년의 환경보전기관(Environmental Protection Agency)의 선언, 미국 전체의 모든 휘발유에 첨가된 납의 60 ~ 65%의 단계적인 삭감과 1986년까지의 최종적인 제거에 연결되었다. 미국인의 혈중 납농도는, 1990년대 후반에 80%까지 떨어졌다고 보고되었다.
다음에 그는 비슷한 실험적인 부족에 의해 납의 증대를 숨겨지고 있었던 식품에 눈을 돌렸다. 어떤 연구로 신선한 물고기와 비교되어 있는 통조림의 물고기는 1그램당 0.3 ~ 1400나노그램의 납 농도가 증대하고 있는 것을 내보였다. 한편 공적인 연구소는 400 ~ 700나노그램의 증대라고 보고하고 있다. 그는 1600년 전 페루인의 뼈의 납·바륨·칼슘 농도를 비교하고, 현대의 인류에 있어서 700배로부터 1200배나 되는 납을 소유하고 있어, 다른 원소에서는 그다지의 차이가 없는 것을 나타냈다.
1978년에 클레어 패터슨은 납 수준의 증대와 감소의 필요성을 인정하면서도 보다 많은 연구를 필요하다고 논의하고 있는 국가연구 회의의 위원에게 임명되었다. 그의 의견은 78쪽의 반대 의견서에 저술되어 있으며, 그곳에서는 휘발유, 식품용기, 페인트, 유약, 수도관에 있어서 즉각 규제 조치를 시작해야 한다고 말해져 있다. 30년 후 이 내용의 대부분은 받아들여지고, 미국과 세계의 다른 많은 나라에서 실행에 옮겨졌다.

## 참고 문헌
- Patterson, C. (1956), “Age of meteorites and the Earth”, Geochimica et Cosmochimica Acta 10: 230 ~ 237, doi : 10.1016/0016-7037(56)90036-9
- Patterson, C.; Chow, T. J. (1962), “The occurrence and significance of lead isotopes in pelagic sediments”, Geochimica et Cosmochimica Acta 26: 263 ~ 308, doi : 10.1016/0016-7037(62)90016-9
- Patterson, C. (1965), “Contaminated and natural environments of man”, Arch. Environ. Health 11: 344 ~ 360, PMID 14334042
- 빌 브라이슨 (2003), 거의 모든 것의 역사, 까치, ISBN 89-7291-364-2
- Davidson, Cliff I., ed. (1998), Clean Hands: Clair Patterson's Crusade against Environmental Lead Contamination, New York: Nova Science Publishers, pp. xxxiv+162, ISBN 1-56072-568-0
- McGrayne, S. Bertsch (2002), “Ch. 9: Lead-Free Gasoline and Clair C. Patterson”, Prometheans in the Lab, New York: McGraw-Hill, ISBN 0-07-140795-2
- Tilton, George R., Clair Cameron Patterson
- Denworth, L. Toxic Truth: A Scientist, A Doctor, and the Battle over Lead, Beacon Press, 2009.
- Casanova, I (1998), “Clair C. Patterson (1922-1995), discoverer of the age of the Earth.”, Int. Microbiol. 1 (3): 231–2, 1998 Sep, PMID 10943366
- Flegal, A R (1998), “Clair Patterson's influence on environmental research.”, Environ. Res. 78 (2): 64–70, 1998 Aug, doi : 10.1006/enrs.1998.3861, PMID 9725987
- Needleman, H L (1998), “Clair Patterson and Robert Kehoe: two views of lead toxicity.”, Environ. Res. 78 (2): 79–85, 1998 Aug, doi : 10.1006/enrs.1997.3807, PMID 9719611
- Flegal, A (1998), “Clair Patterson's Influence on Environmental Research.”, Environ. Res. 78 (2): 65–185, 1998 Aug, PMID 9719609
- Nriagu, J O (1998), “Clair Patterson and Robert Kehoe's paradigm of "show me the data" on environmental lead poisoning.”, Environ. Res. 78 (2): 71–8, 1998 Aug, doi : 10.1006/enrs.1997.3808, PMID 9719610